# Haßfurt
Haßfurt település Németországban, azon belül Bajorországban. Lakosainak száma 13 982 fő (2023. december 31.).

## Népesség
A település népessége az elmúlt években az alábbi módon változott:
| Lakosok száma | 2428 | 6295 | 8792 | 11 121 | 13 090 | 13 121 | 13 385 | 13 493 | 13 596 | 13 982 |
|               | 1875 | 1950 | 1975 | 1987   | 2012   | 2014   | 2016   | 2017   | 2021   | 2023   |